# Требишта-Мучина
Требишта-Мучина (алб. Trebisht-Mucinë) је насељено место у општини Булћиза у округу Дибер, Албанија. Према попису из 1989. године било је 485 становника. Требишта-Мучина су једна од три махале села Требишта (Требиште), која се административно води као посебно насеље.
Према бугарском географу и историчару, Василу Канчову, у Требишту је 1900. године живело 70 Словена хришћана и 2.500 Словена муслимана. Српски етнограф Миленко Филиповић, 1940 године наводи да су Требишта велико словенско село са око 700-800 кућа, од којих су само 4 или 5 православне.